# Ces folles filles d'Ève
Pour plus de détails, voir Fiche technique et Distribution.
Ces folles filles d'Ève (Where the Boys Are) est un film américain réalisé par Henry Levin en 1960

## Synopsis
Quatre étudiantes en recherche d'aventures sentimentales pour leurs vacances de printemps au soleil de Fort Lauderdale, Floride.
Malgré le sujet posé au début du film, la liberté sexuelle des filles, le dénouement se conforme à la morale conventionnelle.

## Fiche technique
- Directeur de la photographie : Robert Bronner
- Direction artistique : E. Preston Ames et George W. Davis
- Décors de plateau : Henry Grace et Hugh Hunt
- Producteur : Joe Pasternak, pour la Metro-Goldwyn-Mayer
- Durée : 99 min
- Pays :  États-Unis
- Langue : anglais
- Couleur : Metrocolor
- Aspect Ratio : 2.35 : 1
- Son : 4-Track Stereo (Westrex Recording System)
- Genre : Comédie
- Affiche : Enzo Nistri (Italie)

## Distribution

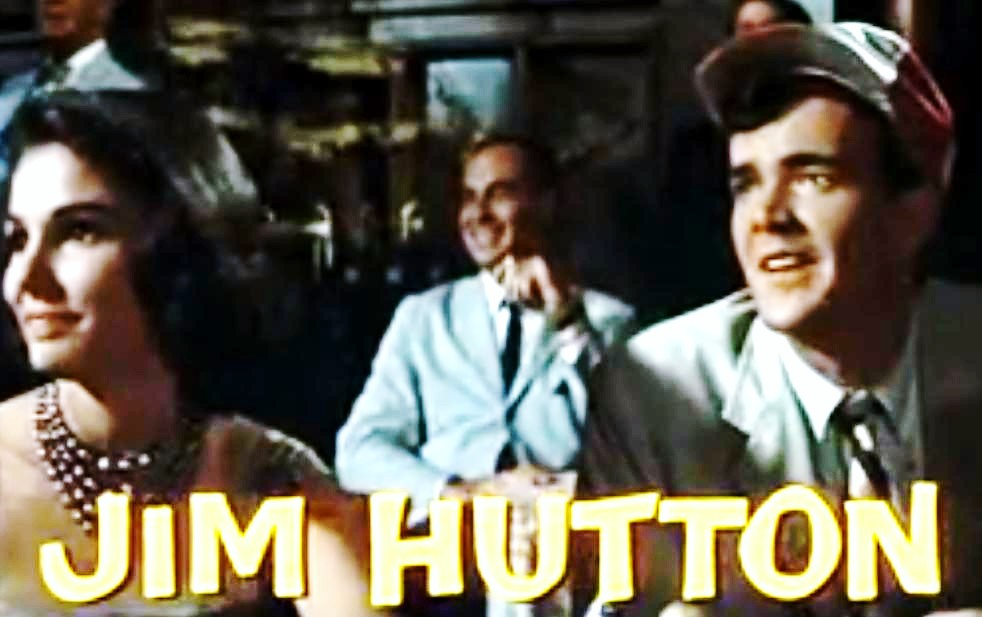
Jim Hutton dans le générique du film.

- Dolores Hart  (VF : Martine Sarcey) : Merritt Andrews/Marion
- George Hamilton (VF : Michel François)  : Ryder Smith
- Yvette Mimieux  (VF : Arlette Thomas) : Melanie Tolman
- Jim Hutton : TV Thompson
- Connie Francis
- Barbara Nichols : Lola Fandango
- Paula Prentiss : Tuggle Carpenter
- Chill Wills  (VF :  Jean-Henri Chambois) : capitaine de la police
- Frank Gorshin : Basil
- Rory Harrity  (VF : Gabriel Cattand) : Franklin
- Jack Kruschen  (VF : Henri Djanik) : Max

Acteurs non crédités
- Jon Lormer : le gérant du motel
- Vito Scotti : Maître d'hôtel du Tropical Isle
- Narration Gabriel Cattand
- Jacqueline Porel (voix de la directrice)